# Górnik Zabrze (piłka ręczna)
Górnik Zabrze – polski męski klub piłki ręcznej, kontynuujący tradycje założonej w 1947 Pogoni Zabrze – mistrza Polski w sezonach 1988/1989 i 1989/1990 oraz trzykrotnego zdobywcy Pucharu Polski.

## Historia
Rozgrywki krajowe
Sekcja piłki ręcznej w Pogoni Zabrze, której twórcą był Józef Cholewa, powstała w 1947. W 1959 szczypiorniści Pogoni uzyskali awans do I ligi, zajmując w niej w debiutanckim sezonie 6. miejsce. W sezonie 1966/1967 klub wywalczył brązowy medal mistrzostw Polski. Następnie spadł do niższej klasy rozgrywkowej. W latach 1973–2000 ponownie występował w I lidze, odnosząc swoje największe sukcesy. W sezonach 1975/1976 i 1978/1979 wywalczył srebrne medale mistrzostw kraju.
W latach 80. Pogoń Zabrze zdobyła pięć medali mistrzostw Polski, w tym dwa złote. W sezonie 1988/1989 Pogoń uplasowała się na 2. miejscu w tabeli z dorobkiem 40 punktów i stratą 16 punktów do Wybrzeża Gdańsk. W finale rozgrywek pokonała faworyzowany zespół z Gdańska, zostając mistrzem Polski (19:18, 17:24, 24:21 – decydujący mecz odbył się 28 maja 1989 w Gdańsku). W sezonie 1989/1990 Pogoń zdecydowanie dominowała w rozgrywkach, które z dorobkiem 56 punktów w 28 meczach zakończyła na 1. miejscu, zdobywając drugie mistrzostwo Polski. W kończącej sezon serii spotkań, rozegranej w pierwszej połowie maja 1990, Pogoń dwukrotnie pokonała wicemistrza kraju, Wybrzeże Gdańsk (23:20, 27:26). W tym okresie Pogoń wywalczyła też trzy Puchary Polski (1984, 1988, 1990). W sezonie 1999/2000 spadła z ekstraklasy. W ostatnim meczu w najwyższej klasie rozgrywkowej pod nazwą Pogoń przegrała ze Spójnią Gdańsk (20:22).
W sezonie 2001/2002, już jako MOSiR Zabrze, klub wygrał rozgrywki I ligi (odniósł 20 zwycięstw w 22 meczach) i awansował do ekstraklasy. Występował w niej w latach 2002–2005, plasując się w dolnej części tabeli. W tym okresie najlepszymi strzelcami drużyny byli Tomasz Rosiński i Remigiusz Lasoń. W latach 2005–2009 klub ponownie rywalizował w I lidze. W sezonie 2007/2008, po zaangażowaniu się firmy NMC i zmianie nazwy na NMC Powen Zabrze, zabrzańscy szczypiorniści zajęli w niej 2. miejsce, tracąc trzy punkty do Stali Mielec. W sezonie 2008/2009, dzięki 18 zwycięstwom w 22 meczach, klub zakończył rozgrywki na 1. pozycji, awansując od ekstraklasy. W rundzie zasadniczej ekstraklasowego sezonu 2009/2010 szczypiorniści z Zabrza wygrali cztery spotkania, co spowodowało, że znaleźli się w strefie spadkowej. W sześciu meczach o miejsca 9–12 odnieśli dwa zwycięstwa (ze Śląskiem Wrocław), kończąc rozgrywki na ostatnim miejscu w tabeli, oznaczającym degradację do I ligi. W sezonie 2010/2011 NMC Powen Zabrze wygrał w I lidze 21 z 22 meczów (uzyskał 10 punktów przewagi nad drugą w tabeli Gwardią Opole) i awansował do najwyższej klasy rozgrywkowej.
W sezonach 2011/2012 i 2012/2013 zespół kończył rywalizację w Superlidze na 6. miejscu. W 2013 ze sponsorowania klubu wycofała się firma Powen, zmieniono też nazwę na Górnik Zabrze, przyjmując biało-niebiesko-czerwone barwy piłkarskiej drużyny Górnika, ale zachowując swój zarząd i historię. W rundzie zasadniczej sezonu 2013/2014 Górnik Zabrze wygrał 14 z 22 meczów i z 3. miejsca przystąpił do gry w play-offach. W ćwierćfinale pokonał Chrobrego Głogów (33:24; 30:28), a następnie przegrał w półfinale z Wisłą Płock (26:38, 29:32, 32:36). W rywalizacji o 3. pozycję pokonał 17, 18 i 24 maja 2014 Azoty-Puławy (34:33, 30:29, 29:26), wywalczając brązowy medal mistrzostw Polski. Najskuteczniejszym graczem Górnika w rozgrywkach ligowych był Michał Kubisztal, który zdobył 194 gole i został królem strzelców Superligi. Wysoko w klasyfikacji najlepszych rzucających ligi znaleźli się również Mariusz Jurasik (167 bramek) oraz Bartłomiej Tomczak (148 goli).
W sezonach 2014/2015 i 2015/2016 zabrzańska drużyna kończyła rywalizację w Superlidze na 5. miejscu. W październiku 2016 zespół zmienił nazwę na NMC Górnik Zabrze (w celu podkreślenia roli głównego sponsora klubu, firmy NMC). W sezonie 2016/2017 Górnik Zabrze wygrał 16 meczów i 10 przegrał. Z dorobkiem 39 punktów zajął 5. miejsce w tabeli zbiorczej i 4. pozycję w grupie pomarańczowej. Przystąpił następnie do rywalizacji o dziką kartę do finałów, w której pokonał Stal Mielec (28:27, 34:27). W ćwierćfinale play-off przegrał z Vive Kielce (23:33, 32:19), co spowodowało, że trafił do grupy Select, w której wygrał wszystkie trzy spotkania, ostatecznie kończąc rozgrywki na 5. miejscu. Zdobył ponadto Puchar Superligi – 25 maja 2017 pokonał Pogoń Szczecin (34:25). Zawodnik Górnika Zabrze Marek Daćko, który w 33 meczach rzucił 203 bramki, zajął 2. miejsce w klasyfikacji najlepszych strzelców Superligi, a także został wybrany najlepszym graczem i najlepszym obrotowym rozgrywek.
W sezonie 2017/2018 trenerem Górnika został czeski szkoleniowiec Rastislav Trtík. Pod jego wodzą zabrzańska drużyna odniosła w fazie zasadniczej 23 zwycięstwa i poniosła siedem porażek, kończąc zmagania z dorobkiem 80 punktów na 4. miejscu w tabeli zbiorczej i 2. pozycji w grupie granatowej. W 1/4 finału play-off, której mecze rozegrano 29 kwietnia i 6 maja 2018, została pokonana przez Gwardię Opole (24:28; 25:23), odpadając z dalszej rywalizacji o medale mistrzostw Polski. Najskuteczniejszym zawodnikiem Górnika był w rozgrywkach ligowych Bartłomiej Tomczak, który rzucił 158 goli. Ponadto zabrzański zespół sprawił niespodziankę w Pucharze Polski, wygrywając 14 marca 2018 we własnej hali z wicemistrzem kraju i uczestnikiem Ligi Mistrzów, Wisłą Płock (33:30), eliminując ją tym samym z rozgrywek. W następnej rundzie krajowego pucharu Górnik przegrał jednak z Vive Kielce (28:46; 29:35) i nie awansował do finału.
W fazie zasadniczej sezonu 2018/2019 Górnik odniósł 20 zwycięstw w 26 meczach i z dorobkiem 59 punktów uplasował się na 3. miejscu w tabeli. W 1/4 finału play-off Superligi, której mecze odbyły się 23 i 30 kwietnia 2019, zabrzański zespół zmierzył się z MMTS-em Kwidzyn. W pierwszym spotkaniu Górnik zwyciężył na wyjeździe różnicą dwóch bramek (21:19), lecz w rozegranym we własnej hali rewanżu przegrał różnicą pięciu goli (26:31) i nie awansował do półfinału. Rozstrzygnięcie rywalizacji między Górnikiem a MMTS-em na korzyść tego drugiego został uznane za niespodziankę. Najlepszym strzelcem Górnika w sezonie 2018/2019 był Holender Iso Sluijters, który zdobył 146 goli, a także został wybrany najlepszym bocznym rozgrywającym Superligi (nominowany był też w kategorii zawodnik sezonu). Indywidualnie doceniony został również Jan Czuwara, który odebrał nagrodę Gladiator Publiczności. Po zakończeniu rozgrywek z klubu odszedł trener Rastislav Trtík, którego zastąpił Marcin Lijewski. Sezon 2019/2020 zakończył się brązowym medalem mistrzostw Polski, co zostało powtórzone w sezonach 2022/2023 i 2023/2024. We wrześniu 2022 roku zwolniony został Lijewski. Przed sezonem 2025/2026 Górnik nie otrzymał licencji na grę w Superlidze, a pod koniec lipca klub został rozwiązany.
Rozgrywki europejskie
W sezonach 1989/1990 i 1990/1991 Pogoń Zabrze występowała w Pucharze Europy Mistrzów Krajowych. W debiucie w tych rozgrywkach zabrzańscy szczypiorniści zostali pokonani przez Chromos Zagrzeb (39:46 w dwumeczu). W sezonie 1990/1991 zwyciężyli w pierwszej rundzie duński Kolding IF, a w 1/8 finału przegrali z jugosłowiańskim Proleterem Zrenjanin.
W sezonie 2013/2014, po rezygnacji Stali Mielec, Górnik przystąpił do gry w Challenge Cup, docierając w nim do 1/16 finału, w której przegrał z rumuńskim HC Odorheiu (22:23, 28:32).
W sezonie 2014/2015 Górnik Zabrze wystąpił w Pucharze EHF, w którym dotarł do drugiej rundy, w której został pokonany przez białoruski SKA Mińsk. W sezonie 2015/2016 zabrzańska drużyny dotarła do trzeciej rundy Pucharu EHF, w której przegrała z niemieckim Frisch Auf Göppingen (29:39, 29:38), nie wywalczając awansu do fazy grupowej. W sezonie 2016/2017 Górnik pokonał w drugiej rundzie Pucharu EHF grecki ACC Filippos Verias, natomiast w trzeciej rundzie przegrał z fińskim Riihimäki Cocks (19:30, 30:29). W sezonie 2017/2018 zabrzański klub zrezygnował z gry w Pucharze EHF.

## Sukcesy
- Mistrzostwa Polski:
  - 1. miejsce: 2x 1988/1989, 1989/1990[7]
  - 2. miejsce: 3x 1975/1976, 1978/1979, 1987/1988
  - 3. miejsce: 7x 1966/1967, 1984/1985, 1986/1987, 2013/2014, 2019/2020, 2022/2023, 2023/2024
- Puchar Polski:
  - Zwycięstwo: 1983/1984, 1987/1988, 1989/1990[7]
- Puchar Superligi:
  - Zwycięstwo: 2016/2017

## Drużyna

### Kadra w sezonie 2022/2023
Stan na 2 kwietnia 2023.
| Nr                              | Zawodnik           | Data ur.   | Wzrost    |
| Bramkarze                       | Bramkarze          | Bramkarze  | Bramkarze |
| ------------------------------- | ------------------ | ---------- | --------- |
| 12                              | Paweł Kazimier     | 25.06.1998 | 192       |
| 1                               | Casper Liljestrand | 13.08.2000 | 197       |
| 50                              | Bartosz Szczepanik | 07.12.2004 | 188       |
| 16                              | Piotr Wyszomirski  | 06.01.1988 | 195       |
| Środkowi rozgrywający           |                    |            |           |
| 11                              | Aliaksandr Bachko  | 15.08.1989 | 189       |
| 19                              | Paweł Krawczyk     | 10.07.2003 | 189       |
| 20                              | Wojciech Mrozek    | 20.02.2002 | 190       |
| Prawi rozgrywający              |                    |            |           |
| 31                              | Paweł Dudkowski    | 13.06.1998 | 188       |
| 10                              | Krzysztof Łyżwa    | 28.05.1990 | 197       |
| 7                               | Rennosuke Tokuda   | 15.05.1998 | 180       |
| Lewi rozgrywający               |                    |            |           |
| 66                              | Miljan Ivanović    | 25.09.1995 | 196       |
| 98                              | Damian Przytuła    | 27.11.1998 | 198       |
| 95                              | Piotr Rutkowski    | 08.10.1995 | 198       |
| Prawoskrzydłowi                 |                    |            |           |
| 22                              | Liubomyr Ivanytsia | 27.07.1990 | 188       |
| 21                              | Patryk Mauer       | 02.09.1998 | 180       |
| Lewoskrzydłowi                  |                    |            |           |
| 15                              | Dmytro Artemenko   | 18.01.1996 | 180       |
| 44                              | Igor Bykowski      | 12.03.2002 | 186       |
| 3                               | Dawid Molski       | 26.02.2002 | 186       |
| Obrotowi                        |                    |            |           |
| 90                              | Dmytro Ilchenko    | 09.07.1996 | 198       |
| 41                              | Sebastian Kaczor   | 15.12.2001 | 196       |
| 89                              | Adam Wąsowski      | 04.11.1997 | 194       |
| Źródło: Górnik Zabrze - drużyna |                    |            |           |

### Sztab szkoleniowo-medyczny
| Funkcja        | Imię i nazwisko      | Data ur.   |
| -------------- | -------------------- | ---------- |
| Trener         | Patrik Liljestrand   | 25.01.1966 |
| Fizjoterapeuta | Rafał Biliński       | 11.06.1981 |
| Lekarz         | Zbigniew Kwiatkowski |            |

### Transfery w sezonie 2022/23
Stan na 2 kwietnia 2023.
| Przybyli - Aliaksandr Bachko (Azoty-Puławy) - Miljan Ivanović (RK Trimo Trebnje) - Casper Liljestrand (Grupa Azoty Unia Tarnów) - Patryk Mauer (Gwardia Opole) - Bartosz Szczepanik (SMS ZPRP Kielce) - Rennosuke Tokuda (TuS N-Lübbecke) - Adam Wąsowski (Pogoń Szczecin) - Piotr Wyszomirski (Tatabánya KC) | Odeszli - Michał Adamuszek (Zagłębie Sosnowiec) - Bartłomiej Bis (HSC 2000 Coburg) - Krystian Bondzior (szuka klubu) - Martin Galia (Baník Karviná) - Łukasz Gogola (Sélestat AHB) - Patryk Gregułowski (Stal Mielec) - Adrian Kondratiuk (szuka klubu) - Jakub Skrzyniarz (CD Bidasoa) |

## Mistrzowskie składy
| Mistrzowski skład Pogoni Zabrze w sezonie 1988/1989                         | Mistrzowski skład Pogoni Zabrze w sezonie 1988/1989 |
| --------------------------------------------------------------------------- | --- |
| Bramkarze                                                                   | Piotr Bar • Roman Honysa • Antoni Parecki • Waldemar Strzelec |
| Zawodnicy z pola                                                            | Grzegorz Bil • Szymon Dobrzyński • Jarosław Frąckowiak • Zygfryd Jędrzej • Jacek Kalisz • Marek Kąpa (kapitan) • Piotr Konitz • Wincenty Markowski • Ryszard Masłoń • Robert Niedźwiedzki • Wojciech Piątek • Leszek Sadowy • Andrzej Staszewski |
| Trenerzy                                                                    | Tadeusz Szymczyk • Henryk Kołodziej (asystent) |
| Źródło: Pogoń mistrzem!, „Trybuna Robotnicza”, nr 124 z 29 maja 1989, s. 8. | |

Bramki zdobywali liczba spotkań/bramki L. Sadowy 28/208 ; J. Kalisz 26/115 ; Sz. Dobrzyński 28/94 ; Z. Jędrzej 28/87; W. Markowski 22/68 ; R. Masłoń 21/60 ; A. Staszewski 25/26 ; J. Frąckowiak 15/32 ; W. Piątek 28/25 ; M. Kąpa 23/15 ; K. Kędra 12/11 ; R. Niedziwiecki 20/5;
| Mistrzowski skład Pogoni Zabrze w sezonie 1989/1990                            | Mistrzowski skład Pogoni Zabrze w sezonie 1989/1990 |
| ------------------------------------------------------------------------------ | --- |
| Bramkarze                                                                      | Piotr Bar • Antoni Parecki • Waldemar Strzelec |
| Zawodnicy z pola                                                               | Bogusław Ciężki • Szymon Dobrzyński • Jarosław Frąckowiak • Jacek Kalisz • Marek Kąpa (kapitan) • Krzysztof Kędra • Wincenty Markowski • Ryszard Masłoń • Robert Niedźwiedzki • Wojciech Piątek • Leszek Sadowy • Andrzej Staszewski |
| Trenerzy                                                                       | Tadeusz Szymczyk • Henryk Kołodziej (asystent) |
| Źródło: Złoto... i kłopoty, „Trybuna Robotnicza”, nr 110 z 14 maja 1990, s. 6. | |

## Europejskie puchary
| Rozgrywki           | Sezon     | Runda       | Rywal                 | Dom   | Wyjazd | Dwumecz | Źródło |
| ------------------- | --------- | ----------- | --------------------- | ----- | ------ | ------- | ------ |
| Puchar Europy       | 1989/1990 | Runda 1     | Chromos Zagrzeb       | 19:17 | 20:29  | 39:46   | [ 30 ] |
| Puchar Europy       | 1990/1991 | Runda 1     | Kolding IF            | 24:17 | 28:25  | 52:42   | [ 31 ] |
| Puchar Europy       | 1990/1991 | 1/8 finału  | Proleter Zrenjanin    | 16:15 | 15:26  | 31:41   | [ 31 ] |
| Challenge Cup       | 2013/2014 | Runda 3     | Initia Hasselt        | 37:30 | 27:21  | 64:51   | [ 33 ] |
| Challenge Cup       | 2013/2014 | 1/16 finału | HC Odorhei            | 22:23 | 28:32  | 50:55   | [ 33 ] |
| Puchar EHF          | 2014/2015 | Runda 1     | HC Zomimak-M          | 36:25 | 34:27  | 70:52   | [ 33 ] |
| Puchar EHF          | 2014/2015 | Runda 2     | SKA Mińsk             | 33:30 | 30:34  | 63:64   | [ 33 ] |
| Puchar EHF          | 2015/2016 | Runda 1     | PGU Tiraspol          | 36:25 | 40:25  | 76:50   | [ 33 ] |
| Puchar EHF          | 2015/2016 | Runda 2     | ZTR Zaporoże          | 28:25 | 26:27  | 54:52   | [ 33 ] |
| Puchar EHF          | 2015/2016 | Runda 3     | Frisch Auf Göppingen  | 29:39 | 29:38  | 58:77   | [ 33 ] |
| Puchar EHF          | 2016/2017 | Runda 2     | ACC Filippos Verias   | 30:17 | 20:15  | 50:32   | [ 33 ] |
| Puchar EHF          | 2016/2017 | Runda 3     | Riihimäki Cocks       | 30:29 | 19:30  | 49:59   | [ 33 ] |
| Puchar EHF          | 2019/2020 | Runda 2     | Maccabi Rishon LeZion | 29:26 | 21:22  | 50:48   | [ 33 ] |
| Puchar EHF          | 2019/2020 | Runda 3     | SC Magdeburg          | 25:37 | 26:37  | 51:74   | [ 33 ] |
| Liga Europejska EHF | 2021/2022 | Runda 1     | ØIF Arendal           | 19:29 | 29:28  | 48:57   | [ 48 ] |
| Liga Europejska EHF | 2022/2023 | Runda 1     | GC Amicitia Zurych    | 27:19 | 23:32  | 50:51   |        |